# Lobos de la BUAP
Pour les articles homonymes, voir Lobos (homonymie).
Maillots
Actualités
Le Club de Fútbol Lobos de la Benemérita Universidad Autónoma de Puebla est un club mexicain de football basé à Puebla. L'équipe première évolue à l'Estadio Cuauhtémoc.

## Palmarès
- Championnat du Mexique de troisième division (1)
  - Ouverture : 2003

## Joueurs emblématiques
- Luis Hernández
- Jesús Olalde
- Luis Gabriel Rey